# Estadio Gildo Francisco Ghersinich
El Estadio Gildo Francisco Ghersinich (anteriormente Estadio Enrique de Roberts) se encuentra en la ciudad de Gerli, provincia de Buenos Aires. Pertenece al Club El Porvenir, que disputa allí los partidos de fútbol correspondientes a los torneos organizados por la Asociación del Fútbol Argentino.
Fue inaugurado el 24 de abril de 1971 y, tanto su nombre original como el actual, fueron elegidos en homenaje a dos importantes dirigentes de la institución en diferentes momentos históricos.
Tiene una capacidad de aproximadamente 14.000 personas, que se reparten en una tribuna popular de tablones con capacidad para 5000 personas (Clausurada), una popular de cemento detrás de un arco con capacidad para 5000 personas y un platea con capacidad para 4000 personas. Tuvo algunas reformas luego del ascenso obtenido al Nacional "B" segunda división en la temporada 1997/98 e incorporó un sistema de iluminación en el año 2001, el cual fue retirado en 2023 debido a daños irreversibles.

## Historia
El club había tenido canchas en Villa Porvenir, Villa Spínola, Villa Atlántida y en la propia localidad de Gerli. El 24 de abril de 1971 se inaugura el actual Estadio con el nombre "Enrique De Roberts" en la calle Gral. Rodríguez (hoy Presidente Raúl Ricardo Alfonsín) y vías del F. C. Roca de Gerli Oeste. El primer partido fue por la 8.ª fecha del torneo ante Defensores de Almagro, que finalizó empatado en un gol por bando, marcados por Schunk para la visita y por Carlos "El Pizza" Moral para el Porve.
El Porvenir (1): Horacio Durich; Hugo González, Horacio Capiello, Juan Sosa, Jorge Bravo; Pedro Kozak, Juan García, Elizardo Machuca; Jorge Parchomczuk, Carlos Moral y Dardo Gutiérrez. DT - Ricardo Martínez.

Defensores de Almagro (1): Sapere; Palumbo, Campi, Pruneda, Del Arciprete; Fernández, Schunk, Panchu; Alzaraki, Allua y Green. DT - Daniel Kreyness.

Goles: 3'ST Schunk (DA) y 6'ST Carlos Moral -de penal- (EP).

Incidencias: 30'ST Horacio Durich (EP) le atajó un penal a Campi (DA).

Árbitro: Enrique Benítez.

Cancha: El Porvenir.
En 1976 se construye la tribuna lateral de madera. Con el correr de los años se inauguran la platea, una nueva tribuna de cemento, la Confitería, Canchas de Tenis, Pileta de Natación y, tras el ascenso obtenido a la B Nacional en 1998, la gran tribuna de cemento que da espaldas al Viaducto "General Paz".

### Sistema de iluminación
El lunes 19 de noviembre de 2001, por la 18.ª fecha del Nacional “B”, se inauguran las luces en el Estadio disputándose el primer partido nocturno en Gerli, además de televisado en directo, con triunfo blanquinegro por 1-0 ante Central Córdoba de Rosario, con tanto de Fernando Domingo Rodríguez.
El sistema sufrió daños irreversibles luego de un temporal ocurrido el 16 de diciembre de 2023 que derribó las cuatro torres de iluminación. El presidente del club declaró que los daños eran irreparables y tomó la decisión de dejar al estadio sin luces.

### Cambio de nombre
El sábado 11 de agosto de 2007, por la 2.ª fecha del torneo de la Primera “C” 2007-2008, el estadio es rebautizado con el nombre actual de Gildo Francisco Ghersinich, realizándose un homenaje en vida al Vicepresidente del Porve, que fuera titular de la institución en 1975 cuando logró su ascenso a la vieja Primera "B".
Ese día el Porve igualó 1-1 ante el Deportivo Laferrere con tanto de Antonio Esteban Ortigoza para el local y de Bernardo Paularena para los de La Matanza.
Gildo Francisco Ghersinich fallecería casi once años después, el 14 de julio de 2018, a la edad de 86 años.